# Ella Lola
Ella Lola (* 2. September 1883 in Boston; † nach 1898) war eine US-amerikanische Tänzerin.

## Leben
Ella Lola wurde am 2. September 1883 in Boston geboren und trat im Alter von 11 Jahren erstmals als Tänzerin auf. Sie wurde zu einer Tänzerin für türkischen Volkstänze ausgebildet. Zusammen mit der Edison Manufacturing Company realisierte sie im Jahr 1898 die Filme Ella Lola, a la Trilby und Turkish Dance, Ella Lola. Über ihr weiteres Leben ist nichts bekannt.

## Filmografie
- 1898: Ella Lola, a la Trilby
- 1898: Turkish Dance, Ella Lola